# Оро (затока)
Затока Оро — розташована в провінції Оро, Папуа Нова Гвінея, на відстані 15 миль (24 км) на південний схід від Буни. Розташована поблизу затоки Дюк Акленд. В бухті розташований порт 8°53′47″ пд. ш. 148°29′39″ сх. д. / 8.89639° пд. ш. 148.49417° сх. д..

## Історія

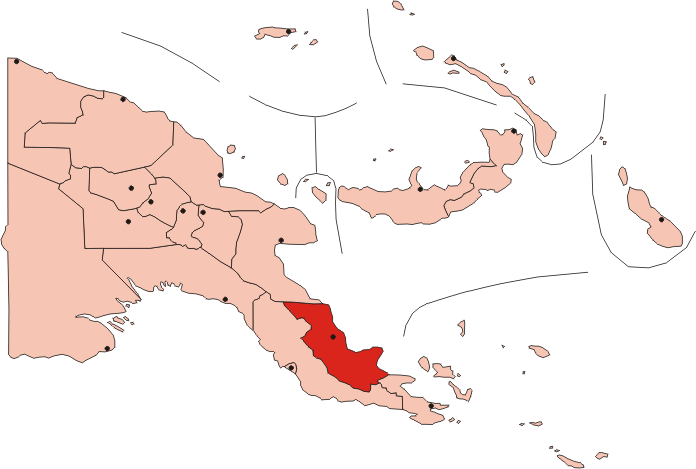
Червоним виділена провінція Оро. Бухта Оро показана як велике заглиблення в території провінції.

Під час Другої світової війни бухта Оро використовувалася військами Союзників як плацдарм для битви за Буну і Гону, а також майбутніх операцій в Новій Гвінеї. США побудували в бухті військову базу та встановили на навколишніх пагорбах зенітні батареї. 28 березня 1943 року японські літаки атакували кораблі та портові споруди в бухті Оро, в результаті були потоплені кораблі «USS Dale (DD-290)» та «SS Bantam». Поряд також розташований аеродром.